# Maurizio Mattioli
Maurizio Mattioli (* 3. června 1950 Řím) je italský herec, dramatik a komik.

## Kariéra
Jeho filmová kariéra začala v roce 1973, kdy se objevil v pořadu televize RAI Dove sta Zazà. Pokračoval drobnými rolemi, účinkoval v 90 filmech.